# Major Indoor Lacrosse League sezon 1990
Sezon rozpoczął się 5 stycznia, a zakończył 13 kwietnia 1990 roku. W tym sezonie do ligi dołączył zespół Pittsburgh Bulls, a wycofał się zespół Washington Wave. Był to czwarty sezon zawodowej ligi lacrosse (licząc sezony EPBLL). Mistrzem sezonu została drużyna Philadelphia Wings.

## Wyniki sezonu
W - Wygrane, P - Przegrane, PRC - Ilość wygranych meczów w procentach, GZ - Gole zdobyte, GS - Gole stracone
| Kwalifikacja do playoffs |

| Drużyna             | W |   | PRC   | GZ | GS  |
| ------------------- | - | - | ----- | -- | --- |
| New England Blazers | 6 | 2 | 0.750 | 98 | 80  |
| Philadelphia Wings  | 6 | 2 | 0.750 | 89 | 82  |
| New York Saints     | 4 | 4 | 0.500 | 77 | 78  |
| Baltimore Thunder   | 4 | 4 | 0.500 | 96 | 95  |
| Pittsburgh Bulls    | 3 | 5 | 0.375 | 86 | 86  |
| Detroit Turbos      | 1 | 7 | 0.125 | 89 | 111 |

### Playoffs
- New York Saints 8 - Philadelphia Wings 9

### Finał
- Philadelphia Wings 17 - New England Blazers 7

## Nagrody
| Nagroda              | Zwycięzca | Drużyna            |
| -------------------- | --------- | ------------------ |
| MVP meczu finałowego | Brad Kotz | Philadelphia Wings |

### Najlepszy strzelec
- Brian Nikula - Pittsburgh Bulls: 20